# 한지민
한지민 1982년 11월 5일 ~ )은 대한민국의 배우이다. SBS 드라마 스페셜인 《올인》에서 어린 시절인 민수연을 배역 맡았다

## 학력
- 서울은로초등학교 (졸업)
- 중앙대학교 사범대학 부속여자중학교 (졸업)
- 서문여자고등학교 (졸업)
- 서울여자대학교 사회과학대학 사회사업학과 (졸업)

## 생애
한지민은 서울시 흑석동에서 2녀 중 차녀로 태어났다. 중·고등학교 시절부터 잡지 모델이나 광고로 얼굴을 알렸는데 2003년 SBS 드라마 《올인》에서 송혜교가 분한 민수연의 청소년 시절 역할을 맡으면서 연기자로 데뷔했다.

## 활동

### 영화
| 연도 | 제목                              | 역할               | 관객수          | 비고                                                                           |
| ---- | --------------------------------- | ------------------ | --------------- | ------------------------------------------------------------------------------ |
| 2003 | 《아버지 몰래》                   | 이연               | -               | 모바일 영화                                                                    |
| 2005 | 《청연》                          | 이정희(李貞喜)     | 49만명          |                                                                                |
| 2007 | 《해부학 교실》                   | 민선화             | 57만명          |                                                                                |
| 2011 | 《조선명탐정: 각시투구꽃의 비밀》 | 한객주 (김아영)    | 478만명         |                                                                                |
| 2012 | 《엔딩 노트》                     | 내레이션           | -               | 다큐멘터리 영화                                                                |
| 2014 | 《플랜맨》                        | 유소정             | 63만명          |                                                                                |
| 2014 | 《역린》                          | 정순왕후(貞純王后) | 384만명         |                                                                                |
| 2014 | 《늑대아이》                      | 내레이션           | -               | 애니메이션 영화                                                                |
| 2015 | 《장수상회》                      | 김민정             | 116만명         |                                                                                |
| 2016 | 《밀정》                          | 연계순             | 750만명         | 실존인물 현계옥을 모티브로 함                                                  |
| 2017 | 《두개의 빛: 릴루미노》           | 안수영             | "3500만뷰 돌파" | 시각장애인 campaign 단편영화                                                   |
| 2018 | 《허스토리》                      | 혜수 윤리교사      | 33만명          | 우정출연                                                                       |
| 2018 | 《미쓰백》                        | 백상아             | 72만명          |                                                                                |
| 2018 | 《국가부도의 날》                 | 이아람             | 375만명         | 특별출연                                                                       |
| 2019 | 《김복동》                        | 내레이션           | -               | 다큐멘터리 영화                                                                |
| 2020 | 《조제》                          | 조제               | 21만명          | 리메이크 영화                                                                  |
| 2021 | 《해피 뉴 이어》                  | 박소진             |                 | 옴니버스 형식의 영화로 극장과 Tving 동시 공개와 더불어 6부작 확장판까지 공개됨 |
| 2024 | 《극장판 고래와 나》              | 내레이션           | -               | 다큐멘터리 영화                                                                |

### 드라마
- 2003년 SBS 대기획 《올인》 ... 민수연 역 (송혜교 아역)
- 2003년 MBC 수목 미니시리즈 《좋은 사람》 ... 오순정 역
- 2003년 MBC 월화 특별기획 대하드라마 《대장금》 ... 의녀 신비 역
- 2004년 MBC 한뼘 드라마 《마지막 춤을 나와 함께》 ... 지민 역
- 2004년 KBS2 단막극 《드라마시티 - 데자뷰》 ... 한수연 역
- 2005년 KBS2 단막극 《드라마시티 - 메모리》 ... 수경 역
- 2005년 KBS2 수목 특별기획 드라마 《부활》 ... 서은하 역
- 2006년 MBC 월화 미니시리즈 《늑대》 ... 한지수 역
- 2006년 KBS2 수목 미니시리즈 《위대한 유산》 ... 유미래 역
- 2006년 SBS 드라마스페셜 《무적의 낙하산 요원》 ... 공주연 역
- 2007년 KBS2 수목 미니시리즈 《경성스캔들》 ... 나여경 역
- 2007년 ~ 2008년 MBC 월화 특별기획 대하드라마 《이산》 ... 성송연 역
- 2009년 SBS 드라마 스페셜 《카인과 아벨》 ... 오영지 역
- 2011년 ~ 2012년 JTBC 월화 미니시리즈 《빠담빠담… 그와 그녀의 심장박동소리》 ... 정지나 역
- 2012년 SBS 드라마 스페셜 《옥탑방 왕세자》 ... 박하/홍부용 역
- 2015년 SBS 드라마 스페셜 《하이드 지킬, 나》 ... 장하나 역
- 2016년 LIFETIME CHANNEL 금토 미니시리즈 《드라마월드》 ... 한지민 역 (카메오 출연)
- 2016년 SBS 드라마 스페셜 《질투의 화신》 ... 한지민 역 (특별출연)
- 2018년 tvN 수목 미니시리즈 《아는 와이프》 ... 서우진 역
- 2019년 JTBC 월화 미니시리즈 《눈이 부시게》 ... 김혜자 역 (김혜자 아역)
- 2019년 MBC 수목 미니시리즈 《봄밤》 ... 이정인 역
- 2022년 tvN 주말 미니시리즈 《우리들의 블루스》 ... 이영옥 역
- 2022년 TVING 6부작 미니시리즈 《욘더》 ... 차이후 역
- 2022년 tvN 월화 미니시리즈 《연예인 매니저로 살아남기》 ... 한지민 역
- 2023년 JTBC 주말 미니시리즈 《힙하게》 … 봉예분 역
- 2025년 SBS 금토 미니시리즈 《나의 완벽한 비서》... 강지윤 역
- 2025년 JTBC 미니시리즈 《천국보다 아름다운》 ... 솜이 역
- 2026년 JTBC 미니시리즈 《미혼남녀의 특별한 만남》 ... 이의영 역

## 그 밖의 활동

### 음악
- 2009년 싱글 Happy Bubble (CF 해피바스 페이셜 클렌저) (Feat.한지민)[5]
- 2014년 영화 플랜맨 OST 참여 (track1.개나 줘버려(Feat. 정재영), track2.플랜맨, track3.유부남, track4.삼각김밥))[6]

### 라디오
| 방송사 | 출연날짜               | 제목                             | 역할   | 비고          |
| ------ | ---------------------- | -------------------------------- | ------ | ------------- |
| SBS    | 2020년 12월 10일       | 《두시탈출 컬투쇼》              | 게스트 | 보이는 라디오 |
| SBS    | 2018년 10월 8일        | 《두시탈출 컬투쇼》              | 게스트 | 보이는 라디오 |
| SBS    | 2014년 1월 7일         | 《두시탈출 컬투쇼》              | 게스트 | 보이는 라디오 |
| MBC    | 2020년 12월 9일        | 《정오의 희망곡 김신영입니다》   | 게스트 | 보이는 라디오 |
| MBC    | 2018년 10월 6일        | 《FM영화음악 한예리입니다》      | 게스트 |               |
| KBS    | 2021년 12월 24일       | 《사랑하기 좋은날 이금희입니다》 | 게스트 | 보이는 라디오 |
| KBS    | 2020년 12월 4일        | 《사랑하기 좋은날 이금희입니다》 | 게스트 | 보이는 라디오 |
| KBS    | 2020년 11월 23일       | 《강한나의 볼륨을 높여요》       | 게스트 | 보이는 라디오 |
| KBS    | 2016년 8월 29일        | 《조윤희의 볼륨을 높여요》       | 게스트 | 보이는 라디오 |
| MBC    | 2011년 1월 19일        | 《푸른 밤, 정엽입니다》          | 게스트 |               |
| SBS    | 2011년 1월 12일        | 《최화정의 파워타임》            | 게스트 | 보이는 라디오 |
| MBC    | 2008년 6월 23일 ~ 29일 | 《잠깐만》                       | 명사   | 라디오 캠페인 |
| MBC    | 2004년 4월 10일        | 《최정원의 감성시대》            | 게스트 |               |
| SBS    | 2003년 12월 5일        | 《서민정의 기쁜 우리 젊은 날》   | 게스트 | 일일DJ 이정   |
| SBS    | 2003년 9월 23일        | 《소유진의 러브N뮤직》           | 게스트 |               |

### 예능 및 교양
| 방송사          | 출연날짜                           | 제목                                                       | 역할     | 비고                                         |
| --------------- | ---------------------------------- | ---------------------------------------------------------- | -------- | -------------------------------------------- |
| 유튜브          | 2025년 1월 11일                    | 《핑계고》                                                 | 게스트   |                                              |
| tvN             | 2022년 7월 6일                     | 《유 퀴즈 온 더 블럭》                                     | 게스트   |                                              |
| 채널A           | 2022년 5월 29일                    | 《고두심이 좋아서》                                        | 게스트   |                                              |
| 유튜브          | 2021년 12월 16일                   | 《문명특급》                                               | 게스트   | 이동욱와 함께 게스트로 동반 출연함           |
| tvn             | 2021년 12월 10일                   | 《홍진경의 영화로운 덕후생활》                             | 게스트   | 김영광 고성희와 함께 게스트로 동반 출연함    |
| 채널A , SKY채널 | 2021년 11월 4일                    | 《잠적》                                                   | 게스트   |                                              |
| 넷플릭스        | 2021년 10월 1일                    | 《백스피릿》                                               | 게스트   |                                              |
| tvn             | 2021년 5월 21일, 5월 28일, 6월 4일 | 《출장 십오야》                                            | 게스트   | 소속사 배우들과 함께 출연한 유투브 연계 예능 |
| KBS1            | 2020년 12월 28일 ~ 2021년 1월 8일  | 《감성애니 습지를 부탁해》                                 | 내레이션 |                                              |
| KBS2            | 2020년 12월 25일                   | 《유희열의 스케치북》                                      | 게스트   |                                              |
| MBN             | 2020년 12월 20일                   | 《더 먹고 가》                                             | 게스트   |                                              |
| MBC             | 2020년 12월 5일, 12월 12일         | 《전지적 참견 시점》                                       | 게스트   |                                              |
| 카카오 TV       | 2020년 11월 27일                   | 《밤을 걷는 밤》                                           | 게스트   |                                              |
| KBS2            | 2018년 10월 11일                   | 《해피투게더 시즌 4》                                      | 게스트   |                                              |
| SBS             | 2018년 4월 8일                     | 《SBS테마스페셜 "뜨거운 심장, 안전한 올림픽을 만든다" 편》 | 내레이션 |                                              |
| tvN             | 2017년 8월 4일, 8월 11일, 8월 18일 | 《삼시세끼 바다목장편》                                    | 게스트   |                                              |
| MBC             | 2017년 8월 4일                     | 《나 혼자 산다》                                           | 게스트   |                                              |
| KBS1            | 2017년 3월 30일                    | 《자연의 타임캡슐-'선비의 물길 하회마을'》                 | 내레이션 |                                              |
| Jtbc            | 2017년 2월 24일                    | 《내집이 나타났다》                                        | 게스트   |                                              |
| SBS             | 2015년 10월 26일                   | 《원드림 원코리아 통일을 노래하다》                        | 내레이션 |                                              |
| SBS             | 2012년 8월 5일, 8월 12일           | 《일요일이 좋다 - 런닝맨》                                 | 게스트   |                                              |
| EBS             | 2011년 3월 7일                     | 지식채널e 바로 지금 여기에서                               | 게스트   |                                              |
| MBC             | 2009년 12월 6일, 12월 13일         | 《일밤 - 단비》                                            | 게스트   |                                              |
| tvN             | 2009년 8월 15일                    | 《월드스페셜 LOVE》                                        | 게스트   |                                              |
| MBC             | 2008년 1월 19일                    | 《무한도전 - 이산 특집》                                   | 게스트   |                                              |
| SBS             | 2007년 7월 2일                     | 《야심만만》                                               | 게스트   |                                              |
| KBS2            | 2007년 6월 5일                     | 《상상플러스》                                             | 게스트   |                                              |
| KBS2            | 2006년 12월 28일                   | 《해피투게더 시즌2 - 프렌즈》                              | 게스트   |                                              |
| KBS2            | 2006년 11월 25일 ~ 2008년 7월 26일 | 《연예가 중계》                                            | MC       | (김제동과 공동 진행)                         |
| SBS             | 2003년 1월 25일                    | 《토요 스타클럽》                                          | 게스트   |                                              |

### 뮤직비디오
| 연도 | 가수       | 제목                |
| ---- | ---------- | ------------------- |
| 2010 | 정엽       | Without You         |
| 2006 | A-sia      | 모르겠어            |
| 2004 | 오세준     | 내게서 끝나는 추억  |
| 2003 | 이정       | 다신                |
| 2003 | 조성모     | 피아노              |
| 2002 | 휘성       | 전할 수 없는 이야기 |
| 2001 | 비쥬       | 아침에              |
| 2001 | 김태영     | 부탁하는 이야기     |
| 2000 | 신승훈     | 이별 그 후          |
| 1999 | 피플크루   | 아름다운21C         |
| 1999 | 자니버니   | 프리마돈나          |
| 1999 | 허니패밀리 | 우리 같이해요       |

### 저서
- 《우리 벌써 친구가 됐어요》북로그컴퍼니, 2009년 8월, ISBN 978-89-962617-2-8[7]

### 경력 사항
- 2006년 ~ 2006년 11월 사랑의 열매 홍보대사[8]
- 2007년 ~ 현재 한국JTS홍보대사[9]
- 2008년 ~ 2008년 3월 헌혈 홍보대사[10]
- 2008년 ~ 2008년 9월 기아자동차 '포르테' 홍보대사[11]
- 2008년 ~ 2008년 9월 남프랑스 와인 홍보대사[12]
- 2009년 ~ 2009년 6월 충청북도 명예 홍보대사[13]
- 2010년 ~ 2010년 9월 민선5기 서울시 홍보대사[14]
- 2010년 ~ 2010년 10월 G20 성공기원 스타 서포터즈[15]
- 2010년 ~ 2010년 12월 삼성 "매일매일 책나눔" 캠페인 홍보 모델[16]
- 2012년 ~ 2012년 4월 국세청 홍보대사[17]
- 2012년 ~ 2013년 - 2012년 9월 국제연합환경계획(UNEP) 한국위원회 친선대사[18][19]
- 2013년 ~ 2014년 - 2013년 5월 스위스 친선대사 '스위스 프렌즈' 위촉[20][21]
- 2013년 ~ 2014년 - 2013년 11월 배리어프리영화 홍보대사[22][23]
- 2014년 ~ 2014년 6월 제13회 미쟝센 단편영화제 명예심사위원[24]
- 2014년 ~ 2014년 12월 제13회 미주 아시아계인들의 시상식 Unforgettable(언포게터블)에 2015년 활동이 가장 기대되는 배우로 선정[25]
- 2016년 ~ 2016년 6월 KCON 2016 프랑스 한류 홍보 모델[26]
- 2016년 ~ 2016년 11월 제17회 장애인영화제 홍보대사[27]
- 2017년 ~ 2017년 5월 0509 장미대선 프로젝트 캠페인 홍보 모델[28]
- 2017년 ~ 2017년 5월 유니세프 every child 핀 프로젝트 캠페인 홍보 모델[29]
- 2017년 ~ 2017년 7월 제13회 제천국제음악영화제 홍보대사[30]
- 2017년 ~ 2017년 8월 일본군 위안부 '기억의 터' 홍보대사[31]
- 2017년 ~ 2017년 11월 제55주년 소방의 날 명예소방관 위촉[32]
- 2018년 ~ 2018년 10월 제23회 부산국제영화제 개막식 사회자 선정[33]
- 2018년 ~ 2019년 - 2018년 11월 제12회 아동학대예방의 날 아동학대 예방 홍보대사[34]
- 2019년 ~ 2019년 1월 제1회 뉴욕 아시안 필름 페스티벌(NYAFF) Winter Showcase 초대 홍보대사[35]
- 2019년 ~ 2019년 3월 JTBC '온 캠페인' 내레이션 홍보 모델[36]
- 2019년 ~ 2019년 4월 포브스코리아 2019 파워 셀러브리티 40인중 8위에 선정[37]
- 2022년 ~ 2024년 2022년 5월 호주관광청 한국홍보대사[38]

### 광고
| 연도        | 기업명                                | 광고명/브랜드명(종류)                   | 공동출연                       |
| ----------- | ------------------------------------- | --------------------------------------- | ------------------------------ |
| 2023        | (주)동원F&B                           | 뷰틱(BEAUTICK)                          |                                |
| 2023        | 이루다                                | 뉴즈(nuuz)                              |                                |
| 2020 ~ 2021 | 온유약품                              | PLAN.100(프로바이오틱스 & 콜라겐)       |                                |
| 2020 ~ 2023 | 패션그룹형지(주)                      | 올리비아하슬러                          |                                |
| 2019 ~ 2020 | 삼성화재                              | 다이렉트 자동차보험                     |                                |
| 2019 ~ 2025 | (주)골든듀                            | 골든듀                                  |                                |
| 2019 ~2021  | (주)한국미라클피플사                  | 탑스텝(세제 & 섬유유연제)               |                                |
| 2018 ~ 2022 | KGC인삼공사                           | 동인비                                  |                                |
| 2018 ~ 2019 | CHURCH & DWIGHT(GC녹십자웰빙, 파르마) | Viviscal PRO(헤어 제품)                 |                                |
| 2018 ~ 2019 | Kakao                                 | 카카오 T 대리                           |                                |
| 2018        | 아모레퍼시픽                          | 헤라 "루즈홀릭샤인 컬렉션"              |                                |
| 2018        | 반클리프 아펠                         | "알함브라 주얼리 컬렉션"                |                                |
| 2018        | Chloé                                 | "노마드 오 드 퍼퓸"                     |                                |
| 2018        | JoyGryson                             | "2018 S/S 백 컬렉션"                    |                                |
| 2017        | Rosemont                              | "워치 & 주얼리 컬렉션"(Holiday In Love) |                                |
| 2016 ~ 2017 | 셀트리온                              | 한스킨 (셀트리온 스킨큐어)              |                                |
| 2016        | Montblanc                             | "보헴 워치 컬렉션"                      | 이상윤                         |
| 2015 ~ 2016 | LOK                                   | 랑콤                                    |                                |
| 2015        | 데코앤이                              | ANA CAPRI                               |                                |
| 2015        | 로만손                                | 제이에스티나 "라포엠"                   |                                |
| 2012 ~ 2013 | 소망화장품                            | 다나한                                  |                                |
| 2010 ~ 2012 | 아모레퍼시픽                          | 마몽드                                  | 최시원                         |
| 2010        | CJ제일제당                            | 햇반                                    |                                |
| 2009 ~ 2012 | 한국토지신탁                          | 코아루                                  |                                |
| 2009        | 한국관광공사                          | Four Seasons, Four Senses               | 동방신기, 슈퍼주니어           |
| 2009        | LG패션                                | 마에스트로 "젤라또"                     |                                |
| 2008 ~ 2011 | 아모레퍼시픽                          | 아리따움                                | 이나영, 송혜교, 한가인, 이미연 |
| 2008        | 보해양조                              | 잎새주                                  |                                |
| 2008        | 대한산업보건협회                      | 한마음혈액원                            |                                |
| 2008        | 웅진식품                              | 가야농장                                |                                |
| 2008        | 롯데푸드                              | 파스퇴르                                |                                |
| 2008        | 동광인터내셔날                        | Sweet SOUP                              |                                |
| 2008 ~ 2009 | 아모레퍼시픽                          | 한율                                    |                                |
| 2007 ~ 2016 | 아모레퍼시픽                          | 해피바스                                |                                |
| 2007        | 롯데제과                              | 나뚜루 요구르트                         |                                |
| 2006 ~ 2007 | 에스티 로더                           | Stila                                   |                                |
| 2005        | CJ제일제당                            | 백설 밥이랑                             |                                |
| 2005        | CJ제일제당                            | 백설 식용유                             |                                |
| 2004 ~ 2005 | 에이블씨엔씨                          | 코스메틱넷                              |                                |
| 2003 ~ 2004 | KTF                                   | 기업PR                                  | 휘황, 강동원, 김희             |
| 2003        | 한국P&G                               | 헤드 앤 숄더                            |                                |
| 2003        | 해태제과식품                          | 젠느                                    |                                |
| 2003        | 현대카드                              | 미니M                                   | 신하균, 조한선, 소유진         |
| 2003        | 웅진그룹                              | 씽크빅                                  | 최수종, 유승호                 |
| 2003        | 동아오츠카                            | 포카리스웨트                            |                                |
| 2003        | 베니건스                              | 기업PR                                  | 윤덕현                         |
| 2003        | 완도어패럴                            | INTOIN                                  | 송승헌                         |
| 2002        |                                       | 대통령 당선자 노무현                    |                                |
| 2002        | 농심                                  | 감자빵 마늘빵                           | 김일우, 강태성                 |
| 2002        | LG                                    | CUBEi(日本 生活家電 ブランド)           |                                |
| 2001        | 눈사랑안경                            | 기업PR                                  |                                |
| 2001        | TG삼보컴퓨터                          | 드림시스                                |                                |
| 2001        | 파크랜드                              | CRENCIA                                 | 강타, 문희준                   |
| 1999 ~ 2000 | 맥도날드                              | 후렌치 후라이                           | 김명국                         |
| 1999        | 엔프라니                              | 에퓨                                    | 조성모                         |
| 1999        | 보령메디앙스                          | 지에닉(밸런스컴팩트)                    | 박시은                         |
| 1999        | 롯데제과                              | 찬찬 크래커                             |                                |
| 1998        | 해태음료                              | 네버스탑                                |                                |

## 수상 및 후보
| 연도   | 시상식                                                   | 부문                               | 관련작                | 결과 |
| ------ | -------------------------------------------------------- | ---------------------------------- | --------------------- | ---- |
| 2004년 | KBS 연기대상                                             | 특집 단막극상                      | "드라마시티 - 데자뷰" | 수상 |
| 2005년 | KBS 연기대상                                             | 여자 신인연기상                    | "부활"                | 수상 |
| 2005년 | KBS 연기대상                                             | 베스트 커플상(with 엄태웅)         | "부활"                | 수상 |
| 2006년 | 제43회 대종상                                            | 신인여우상                         | "청연"                | 후보 |
| 2007년 | 제28회 청룡영화상                                        | 신인여우상                         | "해부학 교실"         | 후보 |
| 2007년 | MBC 연기대상                                             | 여자 우수상                        | "이산"                | 수상 |
| 2007년 | KBS 연기대상                                             | 미니시리즈 부문 여자 우수연기상    | "경성스캔들"          | 수상 |
| 2007년 | KBS 연기대상                                             | 네티즌 인기상                      | "경성스캔들"          | 수상 |
| 2007년 | KBS 연기대상                                             | 베스트 커플상                      | "경성스캔들"          | 수상 |
| 2008년 | 제44회 백상예술대상                                      | TV부문 여자 최우수연기상           | "경성스캔들"          | 후보 |
| 2009년 | 세계 헌혈자의 날                                         | 보건복지가족부 장관 표창           | "헌혈 홍보대사"       | 수상 |
| 2009년 | SBS 연기대상                                             | 드라마 스페셜부문 여자 연기상      | "카인과 아벨"         | 후보 |
| 2011년 | 제6회 아시아 모델 페스티발 어워즈                        | BBF 인기스타상                     | "마몽드"              | 수상 |
| 2012년 | 제46회 납세자의 날                                       | 모범납세자상 대통령 표창           | "국세청 홍보대사"     | 수상 |
| 2012년 | 제6회 Mnet 20's Choice                                   | 여자 드라마 스타상                 | "옥탑방 왕세자"       | 수상 |
| 2012년 | 제7회 서울 드라마 어워즈                                 | 한류특별상 - 여자배우상            | "옥탑방 왕세자"       | 수상 |
| 2012년 | 제5회 코리아 드라마 페스티벌                             | 여자 최우수연기상                  | "옥탑방 왕세자"       | 수상 |
| 2012년 | 제1회 에이판 스타 어워즈                                 | 여자 우수연기상                    | "옥탑방 왕세자"       | 수상 |
| 2012년 | SBS 연기대상                                             | 드라마스페셜부문 여자 최우수연기상 | "옥탑방 왕세자"       | 수상 |
| 2012년 | SBS 연기대상                                             | 10대 스타상                        | "옥탑방 왕세자"       | 수상 |
| 2012년 | SBS 연기대상                                             | 베스트 커플상                      | "옥탑방 왕세자"       | 수상 |
| 2014년 | 제3회 코파 & 니콘 프레스 포토 어워즈                     | 포토제닉상                         |                       | 수상 |
| 2015년 | 제35회 황금촬영상                                        | 최우수 여우조연상                  | "장수상회"            | 수상 |
| 2015년 | 제8회 서울노인영화제                                     | 예의 바른 청년배우상               |                       | 수상 |
| 2015년 | SBS 연기대상                                             | 중편드라마부문 여자 최우수연기상   | "하이드 지킬, 나"     | 후보 |
| 2016년 | 2016 서울사회복지대회                                    | 서울특별시장상                     |                       | 수상 |
| 2016년 | 제53회 대종상                                            | 여우조연상                         | "밀정"                | 후보 |
| 2017년 | 제53회 백상예술대상                                      | 영화부문 여자 조연상               | "밀정"                | 후보 |
| 2017년 | 제37회 황금촬영상                                        | 최우수 여우조연상                  | "밀정"                | 수상 |
| 2017년 | 2017 행복나눔인상                                        | 보건복지부장관상                   |                       | 수상 |
| 2018년 | 제6회 마리끌레르 BIFF 아시아스타어워즈                   | 마리끌레르상                       |                       | 수상 |
| 2018년 | 제3회 London East Asia Film Festival(런던동아시아영화제) | 여우주연상                         | "미쓰백"              | 수상 |
| 2018년 | 제38회 한국영화평론가협회상                              | 여우주연상                         | "미쓰백"              | 수상 |
| 2018년 | 제39회 청룡영화상                                        | 여우주연상                         | "미쓰백"              | 수상 |
| 2018년 | 제19회 올해의 여성영화인상                               | 연기상                             | "미쓰백"              | 수상 |
| 2018년 | 제5회 한국영화제작가협회상                               | 여우주연상                         | "미쓰백"              | 수상 |
| 2018년 | 2018 씨네21 영화상                                       | 올해의 여자배우                    | "미쓰백"              | 수상 |
| 2018년 | 2018 올레 TV                                             | 올해의 영화인 BIG 6                | "미쓰백"              | 수상 |
| 2019년 | 제3회 CGV 골든에그 어워즈                                | 배우 연기상                        | "미쓰백"              | 수상 |
| 2019년 | 제10회 올해의 영화상                                     | 여우주연상                         | "미쓰백"              | 수상 |
| 2019년 | 제55회 백상예술대상                                      | 영화부문 여자 최우수연기상         | "미쓰백"              | 수상 |
| 2019년 | 제13회 아시안 필름 어워드                                | 여우주연상                         | "미쓰백"              | 후보 |
| 2019년 | 제24회 춘사영화상                                        | 여우주연상                         | "미쓰백"              | 후보 |
| 2019년 | 제28회 부일영화상                                        | 여우주연상                         | "미쓰백"              | 후보 |
| 2019년 | 제28회 부일영화상                                        | 여자 인기스타상                    | "미쓰백"              | 후보 |
| 2019년 | 제19회 디렉터스 컷 어워즈                                | 올해의 여자배우상                  | "미쓰백"              | 수상 |
| 2019년 | 제3회 한중국제영화제                                     | 여우주연상                         | "미쓰백"              | 수상 |
| 2019년 | 제10회 대한민국 대중문화예술상                           | 국무총리표창                       |                       | 수상 |
| 2019년 | MBC 연기대상                                             | 수목 드라마 여자최우수 연기상      | "봄밤"                | 수상 |
| 2019년 | MBC 연기대상                                             | 대상                               | "봄밤"                | 후보 |
| 2019년 | MBC 연기대상                                             | 최고의 1분 커플상                  | "봄밤"                | 후보 |
| 2019년 | MBC 연기대상                                             | 올해의 드라마상                    | "봄밤"                | 후보 |
| 2020년 | 제56회 대종상                                            | 여우주연상                         | "미쓰백"              | 후보 |
| 2022년 | 제8회 마리끌레르 BIFF 아시아스타어워즈                   | 마리끌레르상                       |                       | 수상 |
| 2023년 | 제8회 금융의 날                                          | 국무총리표창                       |                       | 수상 |
| 2025년 | 제20회 서울드라마어워즈                                  | 여자인기상                         | "나의 완벽한 비서"    | 후보 |